# فضل الله النوري
الشيخ فضل الله النوري (1259هـ ، كجور محافظة مازندران- 1 ديسمبر 1327هـ ،طهران) هو من الشخصيات الدينية والسياسية الإيرانية المعروفة، وكان من علماء الشيعة البارزين والمناضلين في إيران وله دور فعال في العديد من الاحداث، منها ثورة التنباك. في عام 1909م بسبب معارضته للحكومة الدستورية ودعا إلی الحكومة الشرعية، قبض عليه وحوكم بتهمة الخيانة ثم أعدم.

## الولادة والدراسة
ولد الشيخ فضل الله بن الملا عباس النوري في الثاني من ذي الحجة عام 1259 للهجرة في قرية لاشك في منطقة كجور في مازندران. كان والده من علماء الدين البارزين في المنطقة. اكمل دراسته الابتدائية في تلك المنطقة ثم انتقل إلى طهران وأكمل دراسات السطح فيها. ثم هاجر إلى النجف بمساعدة خاله الميرزا حسين النوري، لاكمال دراسته العليا، فدخل حوزة النجف وتتلمذ علی يد كبار علمائها منهم ميرزا الشيرازي المعروف بالشيرازي الكبير، الشيخ حبيب الله الرشتي، الشيخ راضي النجفي. وبعد مدة قصيرة بلغ الشيخ درجة الاجتهاد.
ثم عاد من النجف إلى طهران عام 1303هـ بطلب من أستاذه الميرزا الشيرازي ليصبح من أعلام العلماء في البلاد تدريجياً.

## دوره السياسي
كان الشيخ النوري من ابرز علماء طهران الذي تحرك ضد محاولات التحريف العلماني والاستعماري، وكان يقود الجماهير لمقاومة الاستعمار وافشال خططه. وله دور سياسي فعال في العديد من احداث إيران، منها حركة التنباك. فهو ساهم في تفعيل فتوى الامام الشيرازي لما حرم استعمال التنباك.
كان الشيخ النوري في بداية الأمر وفي مطلع القرن العشرين من أنصار الثورة الدستورية لكنه لما رأی ما آلت اليه تلك الثورة من تنحي الشريعة الإسلامية واستبدالها بالقوانين الوضعية أصبح من أشد المعارضين لها والمخالفين للديمقراطية الغربية والمطالبين بتحكيم الشريعة الإسلامية في البلاد،

حتی استطاع إضافة مادة إلی الدستور تقضي أن يقوم خمسة من فقهاء كل عصر بالإشراف علی لوائح المجالس وقراراته، وان قرارات هولاء الفقهاء واجبة التنفيذ.

## قتله
في 13 رجب عام 1327 قبض عليه بسبب معارضته للحكومة القاجارية في إيران. فصلب وقتل بفتوى من أحد علماء رجالات السياسة آنذاک ودفن في مرقد فاطمة المعصومة في قم.